# Howard Deutch
Pour les articles homonymes, voir Deutch.
Howard Deutch, né le 14 septembre 1950 à New York, est un réalisateur et producteur de cinéma américain.

## Biographie
Howard Deutch est marié à Lea Thompson, actrice et productrice américaine avec laquelle il a deux filles : Madelyn (née en 1991) et Zoey (née en 1994).

## Filmographie

### Comme réalisateur

#### Cinéma
- 1986 : Rose bonbon (Pretty in Pink)
- 1987 : L'Amour à l'envers (Some Kind of Wonderful)
- 1988 : Vacances très mouvementées (The Great Outdoors)
- 1992 : Article 99
- 1994 : Rends la monnaie, papa
- 1995 : Les Grincheux 2
- 1998 : Drôle de couple 2
- 2000 : Les Remplaçants
- 2004 : Mon voisin le tueur 2 (The Whole Ten Yards)
- 2009 : La Copine de mon meilleur ami

#### Télévision
- 1992 : Melrose Place (série télévisée)
- 1995 : Caroline in the City (série télévisée)
- 2000 : Family Affair (série télévisée)
- 2002 : Ellie dans tous ses états (série télévisée)
- 2002 : Gleason
- 2013-2014 : American Horror Story: Coven / Freak Show

### Comme producteur
- 2002 : Electric
- 2018 : The Year of Spectacular Men de Lea Thompson